# Charles Louis Alphonse Laveran
Charles Louis Alphonse Laveran (París, 18 de junio de 1845-18 de mayo de 1922) fue un médico y naturalista francés, ganador del premio Nobel de Medicina en 1907 por su descubrimiento de los parásitos protozoarios como agente causal de la malaria. Fue el primer científico francés en obtener el premio Nobel.
En el inicio de la guerra Franco-Prusiana en 1870, se unió al ejército francés. A la edad de veintinueve años fue el jefe militar de Enfermedades y Epidemias en la Escuela de Val-de-Grace. Al término de su tenencia en 1878 trabajó en Argelia, donde tuvo su mayor logró. Descubrió que el parásito protozoario Plasmodium era el responsable de transmitir la malaria y que el Trypanosoma causaba la tripanosomiasis conocida como la enfermedad del sueño. En 1894 regresó a Francia para trabajar en varios servicios militares de salud. En 1896 se unió al Instituto Pasteur como Jefe de Servicio Honorario, de donde recibió el Premio Nobel. Donó la mitad monetaria otorgada por el Premio Nobel para el establecimiento de un Laboratorio para Medicina Tropical en el Instituto Pasteur. En 1908, fundó la Société de Pathologie Exotique. (Sociedad de Patología Exótica).  
Laveran fue electo por la Academia Francesa de Ciencias en 1893 y fue Comandante de la Orden Nacional de la Legión de Honor en 1912.

## Infancia y educación
Alphonse Laveran nació en el Boulevard Saint-Michel en París. Sus padres fueron Louis Théodore Laveran y Marie-Louise Anselme Guénard de la Tour Laveran, quienes tuvieron dos hijos. Su familia tuvo ambiente militar. Su padre fue médico del ejército y profesor de Medicina Militar en la École de Val-de-Grâce. Su madre fue hija de un comandante del ejército. Siendo muy joven su familia fue a Argelia (en esa época colonia del Imperio francés), acompañando a su padre en su servicio.
Fue educado en París y completó su educación en Collège Saint Barbe. Siguió a su padre en la Medicina Militar ingresando a Public Health School en Estrasburgo en 1863. En 1866 fue estudiante médico residente en los hospitales civiles de Estrasburgo. En 1867, presentó su tesis basada en la regeneración de los nervios con la cual obtuvo el título de médico de la Universidad de Estrasburgo.

## Carrera
Laveran fue médico asistente mayor en el ejército francés durante la Guerra Franco-Prusiana. Estuvo apostado en Metz, donde el ejército francés sería derrotado y la plaza ocupado por los alemanes. Trabajó en el hospital de Lille y en el Martin Hospital (ahora St Martin's House) en París.
En 1874 calificó en un examen de competencia para posteriormente ser nombrado Chair of Military Diseases and Epidemics at the École de Val-de-Grâce, una posición que su padre había ocupado. Su tenencia terminó en 1878 y se fue a Argelia, donde permaneció hasta 1883. De 1884 a 1889 fue profesor Military Hygiene at the École de Val-de-Grâce. (Profesor de Higiene Militar en la escuela de Val-du-Grâce).
En 1894 asumió el cargo de Chief Medical Officer of the military hospital at Lille and then Director of Health Services of the 11th Army Corps (director médico oficial del Hospital Militar en Lille y director de los Servicios de Salud el 11.º Cuerpo del Ejército en Nantes. Por ese tiempo fue promovido al rango de Principal Medical Officer of the First Class (oficial médico principal de primera clase). En 1896 fue director del Instituto Pasteur como jefe honorario de tiempo completo en las enfermedades tropicales.

## Premios y honores
- Fue elegido miembro de la Academia Francesa de Ciencias en 1893
- Laveran fue galardonado por Bréant Prize (Prix Bréant) de la Academia Francesa de Ciencias en 1899
- La Edward Jenner Medal of the Royal Society of Medicine en 1902 por haber descubierto el parásito de la malaria.
- Recibió el Premio Nobel en Fisiología o Medicina en 1907. Donó la mitad monetaria del premio para la fundacón del laboratorio de Medicina Tropical en el Instituto Pasteur.
- En 1908, fundó la Sociedad de Patología Exótica, la cual dirigió por 12 años.
- En 1910 la Universidad Nacional Autónoma de México le otorgó el grado de doctor honoris causa
- Fue nombrado comandante de la Orden Nacional de la Legión de Honor en 1912.
- Fue director honorario del Instituto Pasteur en 1915 en su cumpleaños setenta.
- Fue elegido presidente de la Academia Francesa de Medicina en 1920.
- Su trabajo fue conmemorado filatelicamente con la emisión de una estampilla realizada en Argelia en 1954.

## Vida personal y muerte
Laveran se casó con Sophie Marie Pidancet en 1885. No tuvieron hijos. En 1922 sufrió un enfermedad indefinida por algunos meses y murió en París. Está enterrado en el Cimetière du Montparnasse en París. Fue ateo.

## Algunas publicaciones

### Libros
- c.l. alphonse Laveran, rapha l. Anatole, mile Blanchard. 2011. Les hématozoaires de l'homme et des animaux. Volumen 2. Edición reimpresa de Nabu Press, 224 pp. ISBN 1271065703
- 2010. Traité du paludisme. Edición reimpresa de BiblioBazaar, 644 pp. ISBN 1143656105
- 1917. Leishmanioses, kala-azar, bouton d'orient, leishmaniose américaine. Editor Masson & Cie. 521 pp.
- 1912. Trypanosomes et trypanosomiases. Editor Masson & Cie. 999 pp.
- 1908. Prophylaxie du paludisme. Encyclopédie scientifique des aide-mémoire. Editor Masson & Cie. 209 pp.
- 1896. Traité d'hygiène militaire. Editor G. Masson, 895 pp.
- 1891. Du paludisme et de son hématozoaire. Editor Masson, 300 pp.
- 1884. Traité des fièvres palustres. Editor Octave Doin, 548 pp.
- 1883. Nouveaux éléments de pathologie et de clinique médicales. 2.ª edición de J.-B. Baillière, 1.609 pp.
- 1873. Contribution à l'étude de la tuberculose aiguë. Editor Rozier, 84 pp.

## Eponimia
- El cráter lunar Laveran lleva este nombre en su memoria.[1]

## Sucesión en el Premio Nobel
| Predecesor: Camillo Golgi Santiago Ramón y Cajal | Premio Nobel de Fisiología o Medicina 1907 | Sucesor: Ilya Ilyich Mechnikov Paul Ehrlich |

- Datos: Q189006
- Multimedia: Charles Louis Alphonse Laveran / Q189006
- Especies: Charles Louis Alphonse Laveran